# Сульфид магния
Сульфид магния — бинарное неорганическое соединение магния и серы с формулой MgS, бесцветные кристаллы. Является солью.

## Получение
- Непосредственно из элементов:

{\displaystyle {\mathsf {Mg+S\ {\xrightarrow {800^{o}C}}\ MgS}}}

## Физические свойства
Сульфид магния образует бесцветные (или розовато-красные из-за примесей) кристаллы, кубическая сингония, пространственная группа F m3m, параметры ячейки a = 0,51913 нм, Z = 4, упаковка типа NaCl.

## Химические свойства
- Реагирует с водой, медленно с холодной:

{\displaystyle {\mathsf {3\ MgS+2\ H_{2}O\ \xrightarrow {\ } \ Mg(HS)_{2}+2\ MgO+H_{2}S\uparrow }}}
- быстрее с горячей:

{\displaystyle {\mathsf {MgS+H_{2}O\ \xrightarrow {\ } \ MgO+H_{2}S\uparrow }}}
- Реагирует с кислотами:

{\displaystyle {\mathsf {MgS+2\ HCl\ \xrightarrow {\ } \ MgCl_{2}+H_{2}S\uparrow }}}
- Окисляется кислородом:

{\displaystyle {\mathsf {MgS+2\ O_{2}\ {\xrightarrow {\ }}\ MgSO_{4}}}}